# آلدو استلا (بازیکن فوتبال)
آلدو استلا (انگلیسی: Aldo Stella؛ زادهٔ ۹ اوت ۱۹۳۰) بازیکن فوتبال اهل مصر است.
از باشگاه‌هایی که در آن بازی کرده‌است می‌توان به باشگاه فوتبال المصری، باشگاه ورزشی زمالک، و باشگاه ورزشی لاتزیو اشاره کرد.